# 泉尾
泉尾（いずお）は、大阪府大阪市大正区にある町名。現行行政地名は泉尾一丁目から泉尾七丁目。

## 地理
大正区の北部に位置し、南に北村、南東に千島、南西に北恩加島、北に三軒家西、東に三軒家東、西に港区と接している。

### 河川
- 尻無川

## 歴史
和泉国大鳥郡踞尾村の北村六右衛門が開発した。開発者の北村六右衛門の国名（和泉）と村名（踞尾）から一文字づつを採り命名したといわれている。

### 旧町名

#### 北泉尾町
1 - 3丁目がある。現：三軒家西には北泉尾町の北部が含まれている。「大阪の貸家王」と呼ばれた大井伊助（河内屋、大井土地代表）や、その長男伊助は北泉尾町1丁目に居住していた。

#### 南泉尾町
1 - 3丁目がある。

#### 泉尾上通
1 - 5丁目がある。

#### 泉尾中通
1 - 5丁目がある。安藤鉄工所主の安藤宗吉は泉尾中通5丁目に居住していた。

#### 泉尾松ノ町
1 - 5丁目がある。

#### 泉尾竹ノ町
1 - 5丁目がある。

#### 泉尾梅ノ町
1 - 5丁目がある。

#### 泉尾浜通
1 - 4丁目がある。

#### 泉尾北村町
1 - 4丁目がある。

## 世帯数と人口
2019年（平成31年）3月31日現在の世帯数と人口は以下の通りである。
| 丁目       | 世帯数    | 人口     |
| ---------- | --------- | -------- |
| 泉尾一丁目 | 2,044世帯 | 4,031人  |
| 泉尾二丁目 | 840世帯   | 1,731人  |
| 泉尾三丁目 | 921世帯   | 1,985人  |
| 泉尾四丁目 | 889世帯   | 1,693人  |
| 泉尾五丁目 | 834世帯   | 1,854人  |
| 泉尾六丁目 | 19世帯    | 33人     |
| 泉尾七丁目 | 1,341世帯 | 2,551人  |
| 計         | 6,888世帯 | 13,878人 |

### 人口の変遷
国勢調査による人口の推移。
| 1995年（平成7年）  | 14,918人 | [ 10 ] |  |
| 2000年（平成12年） | 14,612人 | [ 11 ] |  |
| 2005年（平成17年） | 14,873人 | [ 12 ] |  |
| 2010年（平成22年） | 14,300人 | [ 13 ] |  |
| 2015年（平成27年） | 13,850人 | [ 14 ] |  |

### 世帯数の変遷
国勢調査による世帯数の推移。
| 1995年（平成7年）  | 5,505世帯 | [ 10 ] |  |
| 2000年（平成12年） | 5,685世帯 | [ 11 ] |  |
| 2005年（平成17年） | 6,000世帯 | [ 12 ] |  |
| 2010年（平成22年） | 6,074世帯 | [ 13 ] |  |
| 2015年（平成27年） | 6,050世帯 | [ 14 ] |  |

## 経済

### 産業
店・企業
- 植田電器（パナソニックの店）
- 三井住友銀行 大正区泉尾出張所
  - ※2022年3月7日より、大正区支店が難波支店（なんばスカイオ1・13階）内に移転。ATMのみの店舗となる。
- 三菱UFJ銀行 大正橋支店
- ライフ 泉尾店
- 大正泉尾郵便局
- 大正泉尾一郵便局

かつて存在した店・企業
- 田中質店（店主・田中藤兵衛）[15]
- 田中薬種店（店主・田中藤三郎）[15]

### 事業所
2016年（平成28年）現在の経済センサス調査による事業所数と従業員数は以下の通りである。
| 丁目       | 事業所数  | 従業員数 |
| ---------- | --------- | -------- |
| 泉尾一丁目 | 186事業所 | 829人    |
| 泉尾二丁目 | 100事業所 | 494人    |
| 泉尾三丁目 | 146事業所 | 797人    |
| 泉尾四丁目 | 75事業所  | 330人    |
| 泉尾五丁目 | 56事業所  | 400人    |
| 泉尾六丁目 | 57事業所  | 640人    |
| 泉尾七丁目 | 57事業所  | 1,075人  |
| 計         | 677事業所 | 4,565人  |

## 地域

### 施設
- 泉尾神社
- 大正警察署 泉尾交番

### 教育
- 大阪府立大正高等学校(閉校)
- 大阪府立大正白稜高等学校
- 大阪市立泉尾工業高等学校
- 大阪市立北恩加島小学校
- 大阪市立中泉尾小学校
- 大阪市立泉尾北小学校
- 認定こども園昭和幼稚園
- 北恩加島幼稚園

#### 学区
市立小・中学校に通う場合、学区は以下の通りとなる。なお、小学校・中学校入学時に学校選択制度を導入しており、通学区域以外に大正区の小学校・中学校から選択することも可能。
| 丁目       | 番                                                                  | 小学校                 | 中学校               |
| ---------- | ------------------------------------------------------------------- | ---------------------- | -------------------- |
| 泉尾一丁目 | 1〜3番 4番1号・11～16号 5〜10番 11番1号・18～30号 12〜13番          | 大阪市立三軒家西小学校 | 大阪市立大正東中学校 |
| 泉尾一丁目 | 4番2〜10号 11番2〜17号 14〜40番                                     | 大阪市立泉尾北小学校   | 大阪市立大正東中学校 |
| 泉尾二丁目 | 全域                                                                | 大阪市立泉尾北小学校   | 大阪市立大正東中学校 |
| 泉尾三丁目 | 全域                                                                | 大阪市立中泉尾小学校   | 大阪市立大正東中学校 |
| 泉尾四丁目 | 全域                                                                | 大阪市立中泉尾小学校   | 大阪市立大正東中学校 |
| 泉尾五丁目 | 3番7〜18号 4〜18番                                                  | 大阪市立中泉尾小学校   | 大阪市立大正東中学校 |
| 泉尾五丁目 | 1〜2番 3番1〜6号・19〜21号                                          | 大阪市立泉尾東小学校   | 大阪市立大正北中学校 |
| 泉尾六丁目 | 6番1〜19号・39〜42号                                                | 大阪市立中泉尾小学校   | 大阪市立大正東中学校 |
| 泉尾六丁目 | 1〜5番 6番20～38号                                                  | 大阪市立泉尾北小学校   | 大阪市立大正東中学校 |
| 泉尾七丁目 | 2〜3番                                                              | 大阪市立泉尾北小学校   | 大阪市立大正東中学校 |
| 泉尾七丁目 | 1番、4～12番 15番1〜12号・29〜31号 16番1〜2号・5〜11号 16番28〜30号 | 大阪市立中泉尾小学校   | 大阪市立大正東中学校 |
| 泉尾七丁目 | 13〜14番 15番13〜28号 16番3〜4号・12〜27号 17番                     | 大阪市立北恩加島小学校 | 大阪市立大正北中学校 |

## 交通

### 大阪市営バス
多くの路線が通っていて、町内にも4つのバス停がある。

### 高速道路
- 阪神高速17号西大阪線
  - 大正西出入口
- 国道43号
- 大阪府道173号大阪八尾線（大正通）
- 大浪通

## その他

### 日本郵便
- 〒551-0031[3]（集配局：大正郵便局[19]）

## 出身・ゆかりのある人物
- 清水芳吉（泉尾土地社長、大阪市会議員）[20]